# Układ Piaseckiego

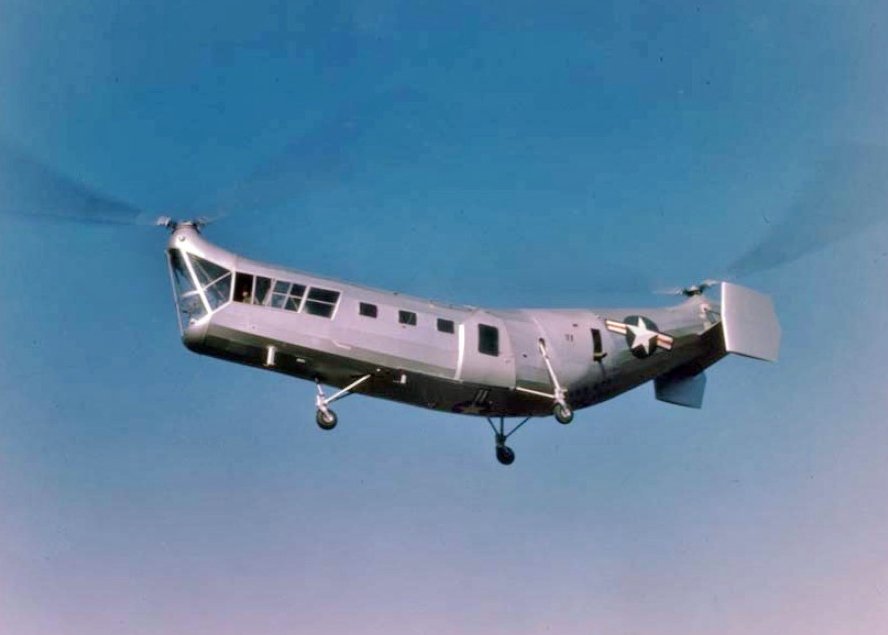
Piasecki HRP-1 w układzie podłużnym

Układ Piaseckiego (tandem, układ dwuwirnikowy podłużny) – układ wirników w śmigłowcu, charakteryzujący się umieszczeniem wirników w układzie tandemowym, poziomo i wzdłużnie, zamontowany jeden przy drugim, najczęściej blisko końców kadłuba. Każdy z wirników porusza się w przeciwnym kierunku. Autorem tego układu jest Frank Piasecki.
Zalety układu konstrukcji Piaseckiego:
- Duży udźwig użyteczny;
- Dobra stateczność podłużna (mniejsza niż w innych układach wrażliwość na zmianę położenia środka ciężkości).

Wady:
- Rozbudowany układ przeniesienia napędu;
- Wysoki poziom drgań wynikający z nakładania się obszarów pracy obu wirników podczas lotu do przodu;
- Słaba sterowność kierunkowa w zawisie.

Najpopularniejszym obecnie śmigłowcem w układzie tandemowym jest Boeing CH-47 Chinook.